# Autriche aux Jeux paralympiques d'été de 2016
L'Autriche participe aux Jeux paralympiques d'été de 2016 à Rio de Janeiro. Il s'agit de la quinzième participation de ce pays aux Jeux paralympiques d'été.